# Gairloch
Gairloch (Geàrrloch (littéralement 'Petit Loch') en gaélique), est une petite ville et une paroisse que les rives de Loch Gairloch sur la côte nord-ouest de l'Écosse. C'est une destination touristique populaire en été, avec son golf, son petit musée, ses hôtels, son centre de loisirs, ses plages et ses montagnes proches..

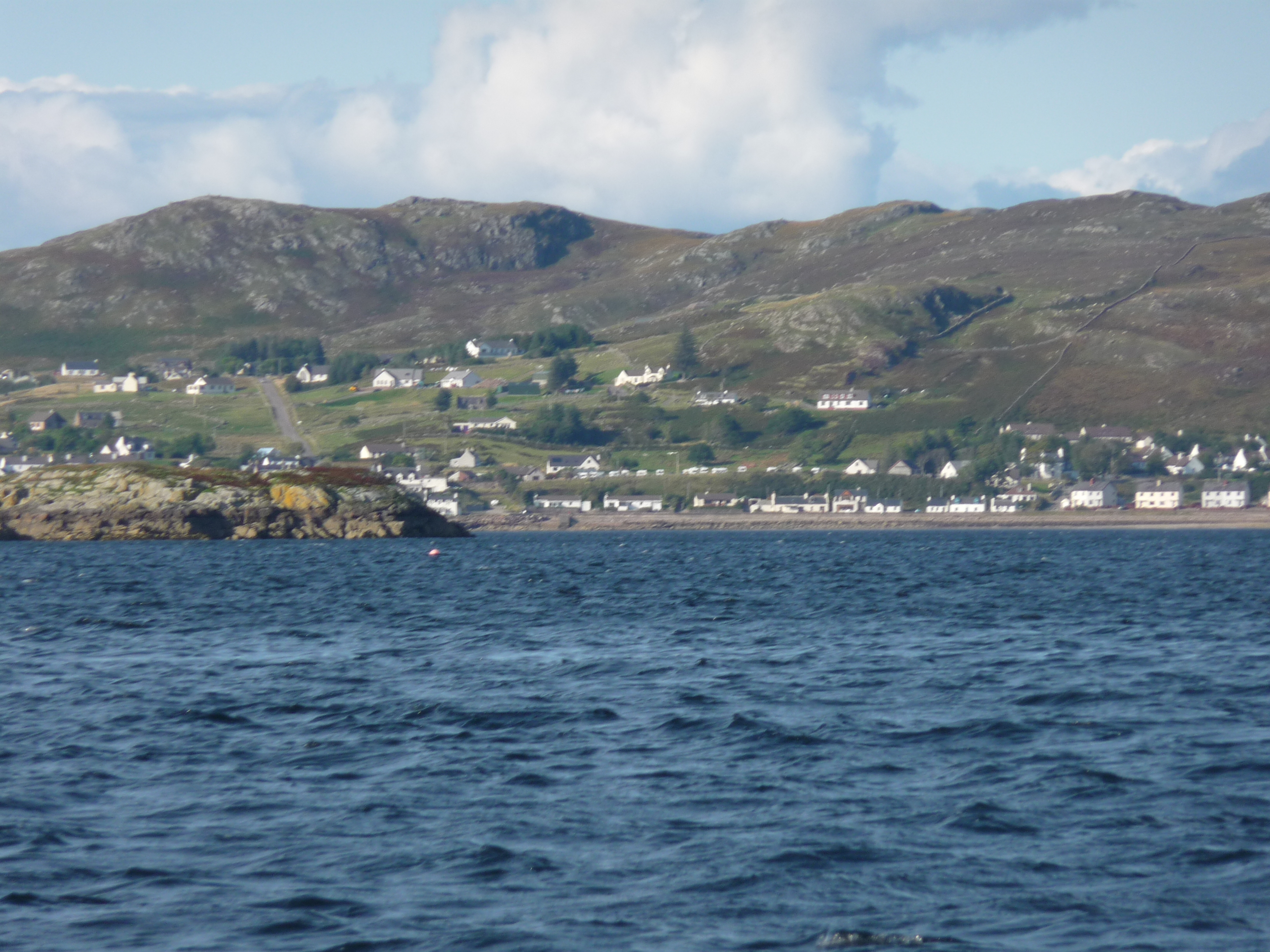
Vue de Gairloch.

La paroisse de Gairloch s'étend sur une aire un peu plus vaste, incluant les villages de Poolewe et Kinlochewe, et regroupe 2 289 habitants. La gare la plus proche est située à Achnasheen et le plus proche aéroport à Inverness.